# Троицкая, Наталья Леонидовна
Наталья Леонидовна Троицкая (18 мая 1951, Москва — 9 апреля 2006, там же) — российская оперная певица (сопрано), музыкальный педагог (профессор, 2004).

## Биография
Родилась в Москве 18 мая 1951 года в семье музыкантов. Отец — Троицкий Леонид Давыдович — скрипач, играл также на трубе, гитаре, аккордеоне, мать — Троицкая Маргарита Петровна — пианистка, артистка Москонцерта. В 1965 году Наталья Троицкая окончила детскую музыкальную школу по классу фортепиано, в 1973 — Институт иностранных языков им. М. Тореза, в 1976 году — ГМПИ им. Гнесиных (класс Н. А. Вербовой). В 1980 году вместе с мужем-югославом певица уезжает на постоянное место жительства в Югославию и в этом же году становится победительницей трех самых престижных международных конкурсов вокалистов.
- В 1976-80 гг. — солистка Московской государственной академической филармонии.
- С 1980 работает за рубежом.
- В 1981 году — дебют в опере «Тоска» Дж. Пуччини в театре «Лисео» (Испания, Барселона)
- С 1981 по 1991 гг. — солистка Венской государственной оперы, Миланского театра «Ла Скала», Королевской оперы «Ковент Гарден», Римской оперы, Парижской «Гранд Опера», Берлинской, Мюнхенской, Гамбургской, Франкфуртской опер, оперных театров Цюриха, Женевы, Барселоны, Мадрида, Буэнос-Айреса, Лос-Анджелеса и др.
- С 1992 года не выступала на сцене.
- В 1993—1996 гг. — Председатель Благотворительного фонда культуры «Кредо Банка».
- С 1995 года и до конца жизни преподавала в РАМ им. Гнесиных[2]

Похоронена на Троекуровском кладбище.

## Награды и призы
- 1979 — IX Всесоюзный конкурс вокалистов им. М. И. Глинки. Диплом «За лучшее исполнение романсов М. И. Глинки».
- 1980 — Конкурс вокалистов в Тулузе. I премия;[1]
- 1980 — Конкурс музыки и танца им. Д. Б. Виотти в Верчелли. Гран при;[1]
- 1980 — Конкурс вокалистов им. Франсиско Виньяса в Барселоне. I премия;[1]
- 1986 — «Золотые аплодисменты», приз мировой прессы за лучшее исполнение Аиды на сцене театра «Арена ди Верона»;
- 1986 — «Золотая роза», главный приз мировой критики за исполнение партии Адриенны Лекуврер в одноименной опере Ф. Чилеа
- 1987 — «Гранд Манон», приз за исполнение партии Манон в опере «Манон Леско»
- 1990 — Приз Сола Юрока, учрежденный продюсерами и менеджерами США — организаторов гастролей иностранных исполнителей по городам Америки;
- 1991 — «Самая элегантная женщина 1990 года» диплом газеты «Вечерняя Москва»

## Исполненные партии
- Аида («Аида» Дж. Верди)
- Адриенна Лекуврер («Адриенна Лекуврер» Ф. Чилеа)
- Амелия («Бал-маскарад» Дж. Верди)
- Виолетта («Травиата» Дж. Верди)
- Дездемона («Отелло» Дж. Верди)
- Елизавета Валуа («Дон Карлос» Дж. Верди)
- Леонора («Сила судьбы» Дж. Верди)
- Леонора («Трубадур» Дж. Верди)
- Лиза («Пиковая дама» П. И. Чайковского)
- Мавра («Мавра» И. Стравинского)
- Мадлен де Куаньи («Андре Шенье» У. Джордано)
- Манон («Манон Леско» Дж. Пуччини)
- Маргарита («Мефистофель» А. Бойто)
- Мими («Богема» Дж. Пуччини)
- Недда («Паяцы» Р. Леонкавалло)
- Тоска («Тоска» Дж. Пуччини)
- Партия сопрано (Реквием Дж. Верди)

## Партнёры
Певцы:
- Хосе Каррерас,
- Пласидо Доминго,
- Монтсеррат Кабалье,
- Джакомо Арагаль, Хуан Понс,
- Лучиано Паваротти,
- Ренато Брузон,
- Джузеппе Таддеи,
- Мирелла Френи,
- Петер Дворски,
- Николай Гяуров,
- Катя Риччарелли,
- Пьеро Каппуччилли,
- Лео Нуччи,
- Иво Винко,
- Джузеппе Джакомини,
- Никола Мартинуччи,
- Фьоренца Коссотто,
- Елена Образцова,
- Людмила Шемчук,
- Тамара Синявская,
- Нина Терентьева,
- Владислав Пьявко,
- Евгений Нестеренко,
- Иван Пономаренко,
- Дмитрий Хворостовский и др.

Дирижёры: Герберт фон Караян, Джузеппе Синополи, Лорин Маазель, Джанандреа Гавадзени, Джузеппе Патане, Антон Гуаданьо, Юрий Симонов, Евгений Колобов, Альгис Жюрайтис, Дмитрий Китаенко и др.